# Chinese Kung Fu against Godfather
Chinese Kung Fu against Godfather is een Hongkongse vechtfilm, gemaakt door Tso Pak Kuen en Wing Nin Yuen uit 1974. De film werd opgenomen in Nederland, en de actrice Ine Veen en de vechtsportexpert Jan Willem Stoker speelden er een hoofdrol in.

## Verhaal
Het verhaal draait om een onschuldige Chinees genaamd Tong Shan die uit China naar Europa komt en in een Chinees restaurant gaat werken. Op een dag moet hij een pakje wegbrengen waarin zich drugs blijken te bevinden. Als hij dat ontdekt gooit hij het weg. Hij krijgt het dan aan de stok met de onderwereld en vlucht eerst naar zijn nieuwe Europese vriendin, en gaat vervolgens het gevecht aan met zijn tegenstanders.

## Productie
De film zou worden opgenomen met in de hoofdrol Bruce Lee. De bedoeling was om een vechtfilm te maken die beter aansloot op de belevingswereld van de Europese bioscoopbezoeker, want de vechtfilms van Lee speelden in China en hadden in de rest van de wereld nauwelijks enige aandacht bij niet-Chinezen.
Om die reden werd ervoor gekozen om de film in Nederland op te nemen, en werd een mooie Europese actrice voor een hoofdrol gevraagd. Men besloot Ine Veen te vragen, die door haar rol in Blue Movie erg bekend was geworden.
Voor de vechtscènes werd Eddy Ko Hung ingezet. De regie van deze film werd gedaan door Tso Nam Lee en voor de komische noot zorgde acteur Lee Quin.
Bruce Lee stierf onverwacht en zijn rol werd overgenomen door Kam Tong, die volgens krantenberichten een kwart miljoen dollar voor deze rol toucheerde. Ook Ine Veen kreeg er een  bedrag voor dat voor Nederlandse begrippen ongewoon was. De film is de eerste kungfufilm die in Nederland op video uitkwam. Bij de première was de weduwe van Bruce Lee aanwezig.
De film bevat veel vechtscènes en ook wat bloot. Er werden twee versies gemaakt, een zonder bloot voor de Chinese markt en een andere voor de Europese markt. Voor de onderwereldfiguren werden leden van de sportschool van Jan Willem Stoker ingehuurd.

## Hoofdrollen
| Acteur            | Personage                 |
| ----------------- | ------------------------- |
| Kam Tong          | Tong Shan (als Cliff Lok) |
| Ine Veen          | Miss Linda                |
| Eddy Ko Hung      | Charles                   |
| Lee Quin          | Robert Lee                |
| Jan Willem Stoker | de Peetvader              |